# 中間派 (香港)
中間派（英語：Centrist camp）是香港的中间派政治派系，政治光譜介乎於建制派和民主派之間，主要政治團體包括：民主思路、新思維、民生圓桌等，它們沒有統一的政治思想，但都反對港獨。

## 政治思想
中間派各黨派對不同政治事件的立場都有著一定程度的差異，例如民生圓桌政治色彩較淡，主張務實為民生，就民生不同議題向政府諫言，提出改善方案。民主思路則主張與中央政府溝通、支持「袋住先」、反對2014年佔領中環期間的暴力事件及2016年農曆新年旺角騷亂。新思維曾提過支持民建聯成為香港的執政黨。而曾是立法會唯一的中間派代表陳沛然雖支持設立西九龙站内地口岸区，但又反對修改《議事規則》，他曾形容自己為「中間偏黃（民主派）」。

## 歷史
經歷過連串的佔領中環行動、否決政改等政治事件後，造成社會分化，泛民主派陣營進一步分裂，部分組成更為激進及強調香港本土意識及前途自決的本土派。
2015年，原屬公民黨的立法會議員湯家驊在跟隨公民黨立場投票否決政改後，退出公民黨並辭去議席，成立中間派組織民主思路。同時，支持政改的民主黨的前立法局議員狄志遠退黨，聯同被民主黨開除黨籍的前立法會議員、自封為「中間超人」的黃成智，成立中間派組織新思維。
根據2015年香港大學民意研究計劃民調數據顯示：中間派支持者佔41.9%，民主派支持者佔28.4%，建制派支持者佔11.4%。
2016年香港立法會新界東地方選區補選屬於中間派的黃成智及方國珊敗於泛民主派楊岳橋。方國珊得33,424票、黃成智得17,295票，中間派在新界東整體得票約為12%。
新思維主席狄志遠認為在選舉上由於「歸邊效應」，所以選民才放棄中間路線，投票給建制派。他認為只要中間派的政團合作，中間派在2016年香港立法會選舉大有可能在新界東取得一席。
2016年香港立法會選舉，黃成智退出新思維，參選社會福利界功能界別。狄志遠參選九龍西。方國珊在新界東得34,544票，第10位落選。民主思路亦派出兩條名單出選香港島和新界東，可是兩者最終分別以10,028票及8,084票低票落選並被沒收選舉按金。
2017年7月1日，湯家驊加入香港行政會議。
2018年1月，民主派決定舉行初選以選出三月立法會補選的候選人，當時仍然是民協黨員的馮檢基成為後備候選人（Plan B），但民主派勸喻馮檢基放棄擔任Plan B。多方壓力下馮檢基宣布放棄，同時埋下馮檢基脫離民主派的伏線。
2018年7月，馮檢基退出民協，9月表示有意參加補選，以示反對民主派欽點李卓人（其實是劉小麗的意願）擔任Plan B。馮檢基與民主派決裂後，民協隨即表態支持李卓人。補選拉票期間，馮檢基被李卓人批評馮檢基「鎅票」，對民主派造成負面影響，形容他是「建制B隊」。最後李卓人和馮檢基雙方票數相加都比建制派政黨民建聯代表陳凱欣少而落敗。
2019年，反修例運動爆發，引起民意反彈，湯家驊因行會成員身份頻頻為政府解說法案加深對立。由於社會間的政治矛盾再次激化，中間派的本來狹窄的政治空間變得越來越小；在2019年香港區議會選舉，中間派的議席減少，只奪得4席；有3席屬於獲建制派禮讓的專業動力，當中的2席更是因為民主派內鬨而獲得，而湯家驊創立的民主思路所派出的4人均因低票落選並被沒收選舉按金。
2020年，希望聯盟創立，成員多數來自商界，目標爭取在議會中取得關鍵少數，發起人之一田北俊表示若民主派於9月選舉中取得32席，同時「希望聯盟」取下3席，將有能力在「大是大非」議題上左右大局，如在立法會18個事務委員會的正副主席選舉中，認為建制派不應全面封殺民主派，至少在內務委員會副主席應支持公民黨郭榮鏗。同年，希望聯盟派出新人參與2020年香港立法會選舉，包括潘焯鴻、李啟迪和袁彌昌，並承諾在大是大非議題上站在香港人一方。
2021年香港立法會選舉，潘焯鴻、狄志遠等人參選，只有狄志遠當選立法會議員。

## 與政府的關係
雖然中間派標榜獨立於建制、民主兩派之間，但是與中國大陸及香港政府有不少互動，例如：民主思路的湯家驊晉身行政會議；新思維的周奕希是中國大陸廣東省肇慶市政協委員，同時又在建制派幫助之下成為葵青區議會副主席；新思維前成員黃成智被政府委任為房委會成員；就連專業動力的方國珊在區議會選舉時都有親中社團推薦，因此民主派人士認為中間派人士與政府過從甚密，特別是民主派出身的會被指是「投共」、「華麗轉身」。

## 相關組織
| 組織名稱 | 成立年份 | 主席   | 立法會席次 | 區議會席次 | 政治派別     | 備註 |
| -------- | -------- | ------ | ---------- | ---------- | ------------ | ---- |
| 民主思路 | 2015年   | 湯家驊 | 0 / 90     | 1 / 470    | 中間偏建制派 |      |
| 新思維   | 2016年   | 狄志遠 | 1 / 90     | 0 / 470    | 中間偏建制派 |      |
| 民生圓桌 | 2022年   | 陳繼偉 | 0 / 90     | 3 / 470    | 中間偏建制派 |      |

### 過往
- 希望聯盟（2020年3月成立，2021年10月解散）
- 專業動力（2010至2019年間被視為中間派，2020年起被部份人視為建制派）

## 相關人士

### 行政會議非官守議員
- 湯家驊（民主思路召集人，前立法會議員）

### 立法會議員
- 狄志遠（新思維，社會福利界，前立法局議員，前民主黨成員）

### 區議會議員
- 黃頴灝（民主思路聯席召集人，元朗區議員）
- 張美雄（民生圓桌發起人，西貢區議員，前專業動力成員）
- 張展鵬（民生圓桌發起人，西貢區議員，前專業動力成員）
- 陳繼偉（民生圓桌主席，西貢區議員，前專業動力成員）

### 其他人士
- 田北俊（自由黨榮譽主席，其政治立場由建制派轉投中間派，曾為希望聯盟發起人）
- 曾俊華（曾任香港特別行政區政府財政司司長，其亦為香港自主權移交以來任期最長的財長，任期達9年7個月[13]，亦是2017年香港特首候選人之一，其政治立場由建制派轉投中間派，曾為希望聯盟成員）
- 周梁淑怡（自由黨榮譽主席，其政治立場由建制派轉投中間派，曾為希望聯盟成員）
- 袁彌昌（前民主思路、新民黨成員，其政治立場由建制派轉投中間派，曾為希望聯盟成員）
- 李啟迪（《香港民族論》作者之一，曾是本土派人士，曾為希望聯盟成員）
- 潘焯鴻（沙中線吹哨人，自認為中間偏民主派，曾為希望聯盟成員）
- 梁家騮（前立法會議員，醫學界）[14]
- 黃成智（前立法會議員，前新思維成員，曾為民主黨成員，但自稱立場為民主派）
- 劉健儀（自由黨榮譽主席，其政治立場由建制派轉投中間派，曾為希望聯盟成員）
- 鄭承隆（前監警會委員，新思維副主席）
- 杜本文（曾為東區區議會區議員）
- 李繼雄（曾為灣仔區議會區議員）
- 伍顯龍（曾為荃灣區議會區議員）
- 江鳳儀（獨立，曾為屯門區議會區議員）
- 王維基（香港電視網絡主席，曾為自由黨成員，立場為中間偏民主派）
- 任亮憲（曾為社民連及人民力量成員）
- 馮檢基（前立法會議員，前民協成員，但自稱立場為民主派）
- 陳沛然（前立法會議員，醫學界，立場為中間偏民主派）

## 選舉

### 立法會選舉
| 功能組別名稱 | 姓名   | 所屬政黨 | 備註         |
| ------------ | ------ | -------- | ------------ |
| 醫學界       | 梁家騮 | 獨立     | 中間偏民主派 |

| 功能組別名稱 | 姓名   | 所屬政黨 | 備註         |
| ------------ | ------ | -------- | ------------ |
| 醫學界       | 陳沛然 | 獨立     | 中間偏民主派 |

| 功能組別名稱 | 姓名   | 所屬政黨 | 備註 |
| ------------ | ------ | -------- | ---- |
| 社會福利界   | 狄志遠 | 新思維   |      |

| 選舉                | 地區直選得票 | 地區直選得票比例 | 地區直選議席 | 功能界別議席 | 超級區議會議席 | 議席   | +/-    |
| ------------------- | ------------ | ---------------- | ------------ | ------------ | -------------- | ------ | ------ |
| 2016年 (新界東補選) | 50,719       | 11.72%           | 0            | 不適用       | 不適用         | 0 / 1  | 不適用 |
| 2016年              | 103,334      | 4.81%            | 0            | 1            | 0              | 1 / 70 | ▲1     |
| 2018年3月 (補選)    | 74,667       | 10.93%           | 0            | 0            | 不適用         | 0 / 4  | 不適用 |
| 2018年11月 (補選)   | 12,509       | 5.82%            | 0            | 不適用       | 不適用         | 0 / 1  | 不適用 |
| 2021年              |              |                  | 0            | 1            | 不適用         | 1 / 90 | ▲1     |